# Insularisation écologique

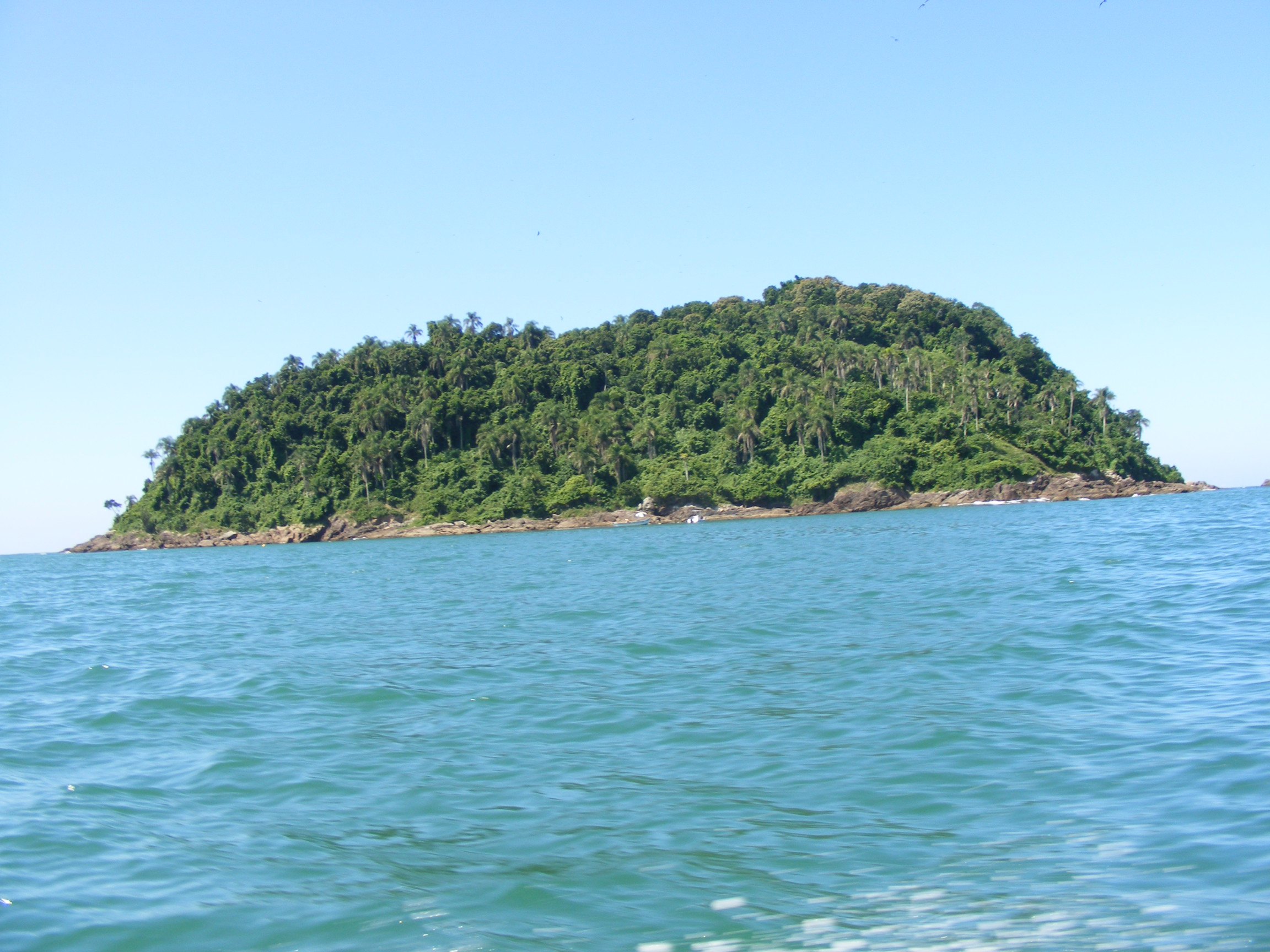
La théorie postule que plus une île (un « patch ») est isolée du continent et plus elle est petite, moins vite les espèces pourront la coloniser et moins elles auront de chance d'y survivre.

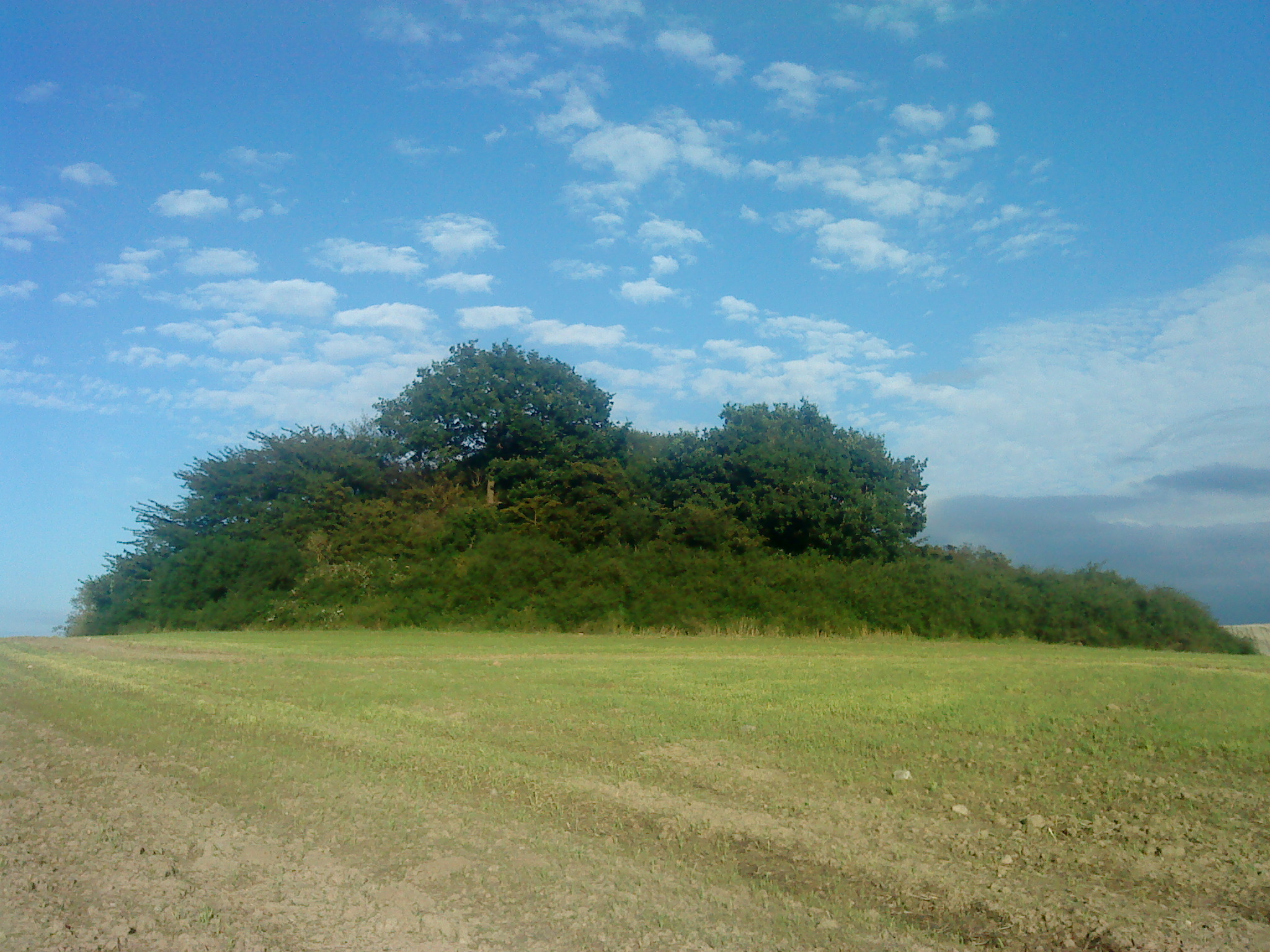
Un boisement isolé dans un contexte d'agriculture intensive (eutrophisation, labour, pesticides) présente des caractéristiques d'insularisation écologique, pour de nombreuses espèces non-volantes.

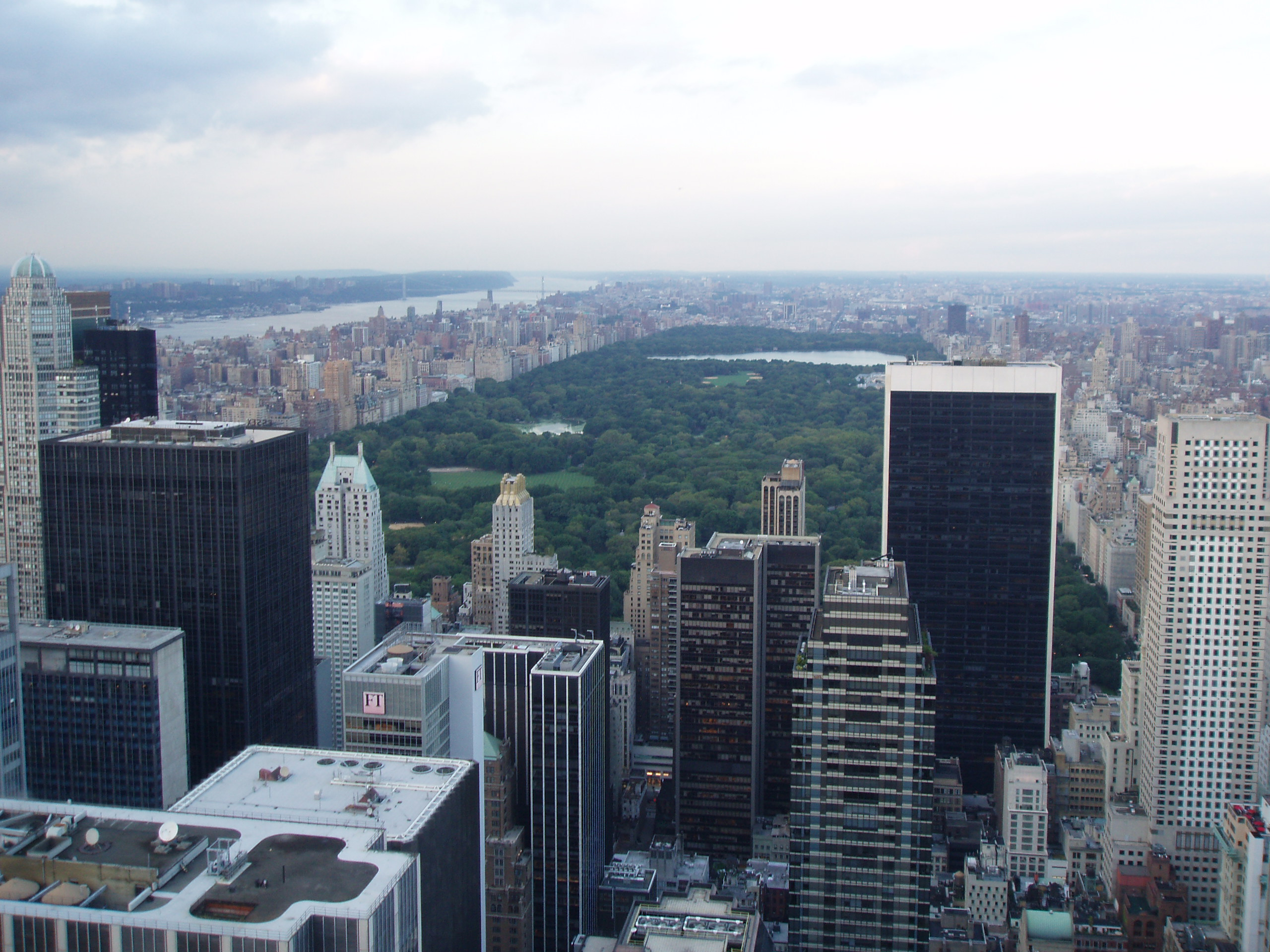
Les espaces verts urbains sont souvent en situation d'insularisation écologique (ici Central Park à New York).

Dans le domaine de l'écologie du paysage ou de la biogéographie, la notion d’insularisation écopaysagère (ou écologique ou biologique) décrit l’isolement physique ou génétique d’une population ou d’un groupe de populations sur un territoire et/ou l'isolement d'un habitat spécifique dans son contexte.
Les théories biogéographiques et de l’écologie du paysage postulent que plus une « île écologique » est petite et isolée, moins les espèces qui y sont isolées ont de chances de survie à long terme.
En situation limite, on parle parfois métaphoriquement de « presqu'île écologique ».

## Phénomène naturel ou anthropique
Quand il est naturel, ce phénomène est souvent très lent (s'étendant sur des siècles, millénaires ou millions d'années) et il peut alors contribuer à la spéciation (apparition de nouvelles espèces) dans le cas par exemple de populations animales ou végétales isolées sur des îles formées à la suite de la montée des océans ou de phénomènes liés à la tectonique des plaques.
Les modèles d'études d'îles biogéographiques considèrent généralement ces îles :
- soit comme géologiquement statiques ; l'évolution de la biodiversité y dépend alors de la spéciation (apparition d'espèce) et du bilan de la dynamique immigration-extinction. Plus une île est éloignée du continent (à surface égale) et plus sa biodiversité est faible (le même phénomène, observé au niveau d'une péninsule ou d'une presqu'île, est appelé « effet péninsule » ou « effet presqu'île »[1] ;
- soit comme géologiquement dynamique (une île volcanique émergeant de l'océan par exemple) avec alors une biodiversité résultant d'abord de la dynamique d'immigration d'espèces puis de spéciation et d'extinction[2].

Souvent le pas de temps d'étude se chiffre en millions d'années.
Un cas de figure particulier est celui des îles qui, durant le quaternaire, ont subi plusieurs cycles climatiques de glaciation/déglaciation accompagnés d'importantes variations du niveau marin (qui modifient la taille de l'île). Ces oscillations bioclimatiques ont été bien plus rapides que les évolutions géologiques et ont aussi modifié le degré d'isolement et de connectivité des îles (et de certains lacs qui peuvent aussi être considérés comme des îles biogéographiques). Des études récentes ont porté sur les effets sur la biodiversité de ces cycles,, dont lors du dernier maximum glaciaire (LGM) il y a environ 21 000 ans. Ces travaux montrent que le dernier maximum glaciaire a laissé des traces très importantes chez les angiospermes endémiques (dont quelques espèces clé ont été étudiées sur des îles, dans le monde entier) : le nombre et la proportion d'espèces endémiques contemporaines sont beaucoup plus élevés sur les îles qui étaient les plus grandes au cours du dernier maximum glaciaire. La richesse en espèces indigènes et leur nature sont ensuite principalement déterminées par les caractéristiques actuelles de l'île. Comprendre les effets des changements environnementaux durant le quaternaire permet donc de mieux comprendre les modèles d'endémisme insulaire et sa dynamique sous-jacente d'évolution et la manière dont la montée de la mer affectera la biodiversité future.
Il est anthropique dans le cas de populations vivant sur des territoires entourés d’éléments paysagers qui leur sont devenus hostiles (Cf. par exemple ; déboisement, pesticides, changement d'occupation du sol, route, autoroute, canal, drainage, etc).
La qualité de la matrice écopaysagère importe également beaucoup. Ses évolutions récentes telle que les modifications des réseaux hydrographiques par de nombreux creusements de canaux qui connectent entre eux des mers ou des bassins versants qui ne le seraient pas normalement, ou les transports de propagules par l'homme (via bateaux, camions, avions, trains, etc., volontaires ou non), ou de nouvelles formes de fragmentation (pesticides utilisés à grande échelle dans les matrices agricoles) complexifient les dynamiques de population au point de parfois remettre en cause les principes de base de la théorie de la biogéographie insulaire.
Une île très petite et très éloignée, si elle est très fréquentée par l'homme verra de nombreuses espèces introduites ou invasives modifier son écosystème.
Le changement climatique modifie également les possibilités de circulation de certains propagules.
En principe, l'« insularisation géophysique » quand elle est réellement associée à une « insularisation écologique » est un facteur de dérive génétique, d’affaiblissement et de disparition de populations voire d’espèces si l’espèce était endémique à ce territoire.

## Conséquences
L'isolation physique ou génétique de sous-populations ou de « populations périphériques » (dans une métapopulation ou toute l'aire naturelle de répartition) peut parfois et à long ou moyen terme être facteur de spéciation, mais elle est aussi et sans doute plus souvent une cause d'extinction ou de régression d'espèces par dérive génétique et/ou effets délétères de la consanguinité.
De manière générale, deux populations dites « périphériques » ou isolées séparés du reste de la métapopulation par la distance géographique ou des barrières empêchant les transferts de gènes risquent plus de disparaître que les populations plus "centrales", comme cela a été démontré chez de nombreux groupes d'espèces animales ou végétales,,,.
La perte de diversité génétique intrapopulationnelle en est une des raisons, de même que la divergence génétique importante induite par la dérive génétique et pression sélective différente ou atténuée,,.
La divergence génétique associée à l'isolement géographique et génétique sera plus significative en caractères quantitatifs (Schwaegerie et, 1986).
Des stratégies reproductives fréquentes chez les plantes comme l'auto-fertilisation se produisent à la périphérie géographique des espèces allogames ou dans certains complexes d'espèces, qui ont probablement un impact important sur la structure génétique des populations périphériques. Dans des populations isolées, où la densité d'individus est faible, certains animaux s'adaptent d'une manière proche (ex. : chez plusieurs espèces de moules d'eau douce, les femelles deviennent hermaphrodites et peuvent s'autoféconder, ce qui sauve provisoirement la population, mais au prix d'une réduction des échanges et de la diversité génétique).

## Prise en compte dans l’aménagement du territoire
Les études d’impacts commencent à prendre le phénomène d'insularisation en compte, et à proposer des mesures conservatoires ou compensatoires pour le limiter, avec par exemple le maintien, la restauration et la protection de corridors biologiques ou la création d’écoducs.
La fragmentation d'un milieu (forêt par exemple) appauvrit le milieu lui-même (en commençant par les lisières - « effet de bord »), mais peut aussi avoir des effets sur la matrice écopaysagère, en modifiant la végétation environnant le fragment par exemple. Cela peut influer fortement sur la connectivité du fragment, et à son tour affecter la démographie, la génétique, et la survie des populations locales. Enfin, les paysages les plus fragmentés sont également affectés par d'autres changements anthropiques, tels que la chasse, l'exploitation forestière, les incendies et la pollution, qui peuvent interagir en synergie avec la fragmentation des habitats.

## Lien avec les capacités de puits de carbone
Un milieu artificiellement fragmenté (forêt fragmentée, tourbière..) peut se dégrader (cf. effet-lisière) et perdre tout ou partie de ses capacités de puits de carbone 

## Recherche et modèles
Comprendre les processus de déclins de population dans les isolats permettrait peut-être de les limiter et de mieux maintenir à long terme de la biodiversité, en forêt notamment. On cherche donc des situations-modèles, assez simples où étudier ces phénomènes.
Dans plusieurs régions du monde des dizaines d'îlots boisés ont été artificiellement créés à partir du relief local lors de la montée de l'eau induite par la construction et mise en service de grands barrages hydroélectriques. Ces îlots plus ou moins grands, plus ou moins isolés et formant parfois des archipels, constituent d'intéressants « modèles d'étude » pour les écologues. Sur ces îlots, et à une échelle plus large (celle des paysages ou de la région), se combinent en effet des processus et impacts d'insularisation et de fragmentation forestière. Ces processus et impacts sont — pour partie — comparables à ceux qui sont à l’œuvre sur les terres là où un « isolat » se forme quand une « tache » de forêt résiduelle est entièrement entourée de zones déforestées (terres agricoles ou construites) sur tout son pourtour.
Avant que de tels îlots soient créés par un barrage, il est possible, lors de l'étude d'impact notamment, d'inventorier finement la faune et la flore ainsi que la fonge ou la microfaune et microflore des sols qui se trouve dans la future zone submergée. Des écologues peuvent ensuite en observer les variations au fur et à mesure que l'île ou les archipels se forment (en quelques mois à quelques années en général). L'eau joue ici le rôle d'une barrière efficace contre l'immigration et l'émigration des espèces non volantes et peu susceptibles de nager d'une îlot à l'autre ou d'un îlot au « continent ». Et le lac artificiel constitue une matrice facile à cartographier et relativement uniforme (si ce n'est pour sa profondeur et des effets de courants qui peuvent intervenir sur quelques-uns de ces processus).
Les écologues cherchent notamment à y mieux différencier les effets de fragmentation forestière et les effets de matrice ; Certaines espèces disparaissent rapidement sur les îlots, et plus vite sur les petites îles. Au vu des effets produits par des disparitions (ex pullulation de l'espèce qui était la proie de l'espèce disparue), on peut — par déduction — approcher les rôles et fonctions écologiques des espèces qui viennent de disparaître. Il est alors possible de mettre en évidence des relations de compétition, de dépendance, de codépendance, de vecteur biologique, de symbiose ou d'exclusion, etc. entre espèces (relations qui sont moins apparentes sur le « continent »). Si par exemple après la disparition d'un frugivore disséminateur de graines d'arbres, une espèce d'arbre disparaît, c'est un indice de possible dépendance de l'arbre au disséminateur, ce type de raisonnement (ici simplifié) est le même que celui qui est utilisé par les biologistes avec les expériences d'exclusion utilisées pour comprendre l'effet d'un gène (par son absence chez un animal de laboratoire mutant) ou pour étudier l'écologie des communautés quand une des espèces manque dans l'assemblage écologique d'un milieu (un pollinisateur, un carnivore par exemple). c'est aussi une situation qui permet d'étudier les distance de colonisation ou d'exploration d'espèces volantes (ex chauve-souris zoophages, hématophages, frugivores et nectarivores en Guyane).
Sur les îles de Lago Guri (bassin hydro de 4 300 km2, État de Bolivar, Venezuela) on a pu montrer que les fourmis Atta (« coupeuses de feuilles ») avaient un impact plus élevé en termes d'herbivorie sur les petites îles Guri, au point d'y modifier négativement le paysage et d'altérer la composition des communautés "fragmentées" survivant sur les îles. Ceci semble dû à une réduction du nombre de leurs prédateurs ou à la disparition de certains d'entre eux dans les îlots forestiers petits et isolés.
Des études de ce type ont commencé dès le début du siècle dernier avec la création d'îles en 1914 à la suite de la montée du lac Gatun (Panama), où sur les îlots formés par le lac Guri (Venezuela, 1986) ou plus récemment par les îles apparues vers 1994 sur la zone de Saint-Eugène en Guyane (Barrage EDF-Petit-Saut), où le CNRS et le Muséum national d'histoire naturelle ont pu installer une station d'étude permanente et du matériel permettant d'accueillir des équipes pluridisciplinaires de biologistes, écologues et vétérinaires, qui ont pu dresser un état des lieux et suivre en direct les effets de la lente montée des eaux en termes d'insularisation et de fragmentation.